# Tercera División Grupo 11
De Tercera División RFEF Grupo 11 is een van de regionale divisies van de Tercera División RFEF, de vijfde voetbaldivisie van Spanje. Het is de eerste divisie in de Balearen en de Tercera División Grupo 11 bevindt zich in dat opzicht onder de Segunda División RFEF en boven de Preferente.

## Opzet
Er zijn 20 clubs die in een competitie tegen elkaar uitkomen. De kampioen promoveert automatisch en de nummers 2 t/m 5 spelen play-offs om één plaats in de Segunda División RFEF. De nummers 18, 19 en 20 dalen af naar de Preferente.
UE Alcúdia ·
CE Andratx ·
CD Binissalem · 
CE Cardassar ·
UD Collerense ·
CD Constància · 
CE Esporles ·
CE Felanitx ·
CD Ferriolense ·
SD Formentera ·
CD Génova ·
CD Ibiza Islas Pitiusas ·
Ibiza San Rafel FC ·
CD Llosetense ·
Mallorca B · 
CD Manacor · 
CF Platges de Calvià ·
SD Portmany ·
Santa Catalina Atlético ·
PE Sant Jordi ·
CD Santanyí ·
CF Sóller ·